# Vuelo 870 de Aerolinee Itavia
El Vuelo 870 de Aerolinee Itavia fue un vuelo comercial italiano que operaba un McDonnell Douglas DC-9-15 que se estrelló en el Mar Tirreno entre Ponza y la isla de Ustica, matando a todos a bordo, mientras viajaba desde Bolonia a Palermo en 1980. Conocido en los medios de comunicación italianos como la Masacre de Ustica ("Strage di Ustica") –la isla de Ustica es una pequeña isla cerca de la zona del accidente– el desastre dio lugar a numerosas investigaciones, acciones judiciales y acusaciones, y sigue siendo una fuente de especulaciones, incluidas las reclamaciones de conspiración por parte del gobierno italiano y otros. 
El gobierno Italiano encargó una investigación supuestamente independiente que concluyó en 1994 que la explosión fue debida a una bomba puesta en el lavabo. En 2008 el primer ministro de Italia en el momento del desastre, Francesco Cossiga, comentó que el Vuelo 870 fue derribado accidentalmente durante una pelea de perros entre aviones de combate libios y de la OTAN. El 23 de enero de 2013, el máximo tribunal penal de Italia dictaminó que existían pruebas "abundantemente" claras de que el vuelo había sido derribado por un misil, pero los perpetradores siguen desaparecidos.
El 2 de septiembre de 2023, el ex-primer ministro italiano Giuliano Amato declaró que la versión más creíble fue la del impacto de un misil de la fuerza aérea francesa. La misión era derribar el MIG donde viajaría Gadafi en ese momento. Pero que supuestamente el líder socialista italiano Bettino Craxi avisó al líder libio y este no subió a su avión. El misil que iba dirigido a ese Mig acabó destruyendo el DC9.

## Aeronave
El avión, un McDonnell Douglas DC-9-15 volado como Aerolinee Itavia Flight 870, fue fabricado en 1966 y adquirido por la aerolínea el 27 de febrero de 1972 con el número de serie CN45724 / 22 y matrícula I-TIGI (anteriormente N902H, operado por Hawaiian Airlines).

## Cronología
El 27 de junio de 1980 a las 20:08 CEST, el avión partió con un retraso de una hora y 53 minutos desde el aeropuerto Guglielmo Marconi de Bolonia para un servicio regular al aeropuerto de Palermo Punta Raisi, Sicilia. Con 77 pasajeros a bordo, el capitán Domenico Gatti y el primer oficial Enzo Fontana estaban a los controles, con dos auxiliares de vuelo. El vuelo fue designado IH 870 por el control de tráfico aéreo, mientras que el sistema de radar militar usó AJ 421.
El contacto se perdió poco después de que se recibiera el último mensaje del avión a las 20:37, dando su posición sobre el mar Tirreno cerca de la isla de Ustica, a unos 120 kilómetros (70 millas) al suroeste de Nápoles. A las 20:59 CEST, el avión se partió en el aire y se estrelló. Dos F-104 de la Fuerza Aérea Italiana fueron enviados a las 21:00 desde la Base de la Fuerza Aérea Grosseto para localizar el área del accidente y buscar sobrevivientes, pero no lo hicieron debido a la poca visibilidad.
Más tarde se encontraron restos flotantes y cuerpos en el área. No hubo sobrevivientes entre las 81 personas a bordo.

## Investigación oficial
Después de años de investigación, el gobierno italiano no ha emitido ninguna explicación oficial o informe final . En 1989, la Comisión Parlamentaria sobre Terrorismo, encabezada por el senador Giovanni Pellegrino , emitió una declaración oficial sobre el accidente del vuelo 870, que se conoció como la "Masacre de Ustica" (Strage di Ustica).
La etapa de investigación del caso ha sugerido que: "el evento fue principalmente un acto de guerra, una guerra de facto no denunciada, como ha sido habitual desde Pearl Harbor, hasta el último conflicto de los Balcanes, una operación policial internacional, de hecho, hasta a las grandes potencias, ya que no existía mandato en este sentido; una acción coercitiva no militar ejercida de manera lícita o ilícita, por un Estado contra otro; o un acto de terrorismo, como se afirmó posteriormente, de un atentado contra un jefe de Estado, líder del estado o del régimen". {Ordinanza-sentenza, 1999, p. 4965}
Los autores del crimen siguen sin identificar. El tribunal, incapaz de seguir adelante, cerró el caso.
En julio de 2006, los fragmentos reensamblados del DC-9 fueron devueltos a Bolonia desde la Base de la Fuerza Aérea Pratica di Mare, cerca de Roma.
En junio de 2008, los fiscales de Roma reabrieron la investigación sobre el accidente después de que el expresidente italiano Francesco Cossiga (quien era primer ministro cuando ocurrió el incidente) dijo que el avión había sido derribado por aviones de combate franceses. El 7 de julio de 2008, se notificó al presidente francés una demanda por daños y perjuicios.

#### Cargos de alta traición contra oficiales de la Fuerza Aérea Italiana
El papel del personal de la Fuerza Aérea Italiana en la tragedia no está claro. Varios oficiales de la Fuerza Aérea han sido investigados y juzgados por varios presuntos delitos, incluida la falsificación de documentos, perjurio, abuso de poder y complicidad. Cuatro generales fueron acusados de alta traición, por las acusaciones de que obstruyeron la investigación gubernamental del accidente al retener información sobre el tráfico aéreo en el momento del desastre de Ustica.
El primer fallo, el 30 de abril de 2004, pronunció dos de los generales, Corrado Melillo y Zeno Tascio, no culpables de alta traición. También se retiraron los cargos menores contra varios otros miembros del personal militar. Otras acusaciones ya no pudieron continuar después de la expiración del plazo de prescripción , ya que el desastre había ocurrido más de 15 años antes. Por esta misma razón, no se pudo emprender ninguna acción contra los otros dos generales, Lamberto Bartolucci y Franco Ferri. Sin embargo, el fallo no los absolvió y aún se alegaba que eran culpables de traición. En 2005, un tribunal de apelaciones dictaminó que no había pruebas que respaldaran los cargos. El 10 de enero de 2007, el Tribunal de Casación italiano confirmó este fallo y cerró el caso de manera concluyente, absolviendo por completo a Bartolucci y Ferri de cualquier irregularidad.
En junio de 2010, el presidente italiano Giorgio Napolitano instó a todas las autoridades italianas a cooperar en la investigación del incidente.
En septiembre de 2011, un tribunal civil de Palermo ordenó al gobierno italiano pagar 100 millones de euros (137 millones de dólares) en daños civiles a los familiares de las víctimas por no proteger el vuelo, ocultar la verdad y destruir pruebas.
El 23 de enero de 2013, el Tribunal de Casación Civil dictaminó que había pruebas "abundantemente" claras de que el vuelo fue derribado por un misil perdido , lo que confirma la orden del tribunal inferior de que el gobierno italiano debe pagar una indemnización.
En abril de 2015, un tribunal de apelaciones de Palermo confirmó las sentencias del tribunal civil de Palermo de 2011 y desestimó una apelación del fiscal del estado

### Hipótesis sobre las causas
La especulación en ese momento y en los años posteriores ha sido alimentada en parte por informes de los medios, declaraciones de oficiales militares y las grabaciones del control del tráfico aéreo (ATC) y las cajas negras (CVC). Además de la conjetura generalizada, estaba la observación de imágenes de radar que mostraban rastros de objetos que se movían a altas velocidades.

#### Bomba terrorista
Después de la serie de bombardeos que azotaron Italia en la década de 1970, un acto terrorista fue la primera explicación que se propuso. Como el vuelo se retrasó en Bolonia casi tres horas, es posible que el temporizador de una bomba se haya configurado para causar una explosión en el aeropuerto de Palermo o en un vuelo posterior del mismo avión. La comisión técnica que apoyó una investigación judicial de 1990 informó que una explosión en el inodoro trasero, y no un impacto de misil, fue la única conclusión respaldada por el análisis de los restos.
En 1994, Frank Taylor, un investigador de accidentes independiente, encontró evidencia de la explosión de una bomba en el baño trasero. Una gran parte del fuselaje de la aeronave alrededor del baño nunca se recuperó (presumiblemente se desintegró en la explosión). Una explosión de prueba en un baño de otro DC-9 mostró que la deformación resultante en la estructura circundante era casi idéntica a la del Vuelo 870.

#### Ataque con misiles durante la operación militar
Fuentes importantes de los medios italianos han alegado que el avión fue derribado durante una pelea de perros que involucró a combatientes de las Fuerzas Aéreas de Libia, Estados Unidos, Francia e Italia en un intento de asesinato por parte de miembros de la OTAN de un importante político libio, tal vez incluso el líder libio Muammar al-Gaddafi, que volaba en el mismo espacio aéreo esa noche. Esta versión fue apoyada en 1999 por la jueza de instrucción Rosario Priore, quien dijo en su informe final que su investigación había sido obstruida deliberadamente por militares italianos y miembros del servicio secreto, en cumplimiento de las solicitudes de la OTAN.
Según los medios italianos, documentos de los archivos del servicio secreto libio transmitidos a Human Rights Watch después de la caída de Trípoli muestran que el vuelo 870 y un MiG libio fueron atacados por dos aviones franceses.
El 18 de julio de 1980, 21 días después del incidente del vuelo 870 de Aerolinee Itavia, se encontraron los restos de un MiG-23 libio, junto con su piloto muerto, en las montañas de Sila en Castelsilano, Calabria, sur de Italia, según informes oficiales.

## Teorías de conspiración
Persisten varias teorías de conspiración que explican el desastre. Por ejemplo, el barco que llevó a cabo la búsqueda de escombros en el fondo del océano era francés, pero solo los funcionarios estadounidenses tenían acceso a las piezas de la aeronave que encontraron. Varios informes de radar fueron borrados y varios generales italianos fueron acusados 20 años más tarde por obstrucción de la justicia. La dificultad que tuvieron los investigadores y los familiares de las víctimas para recibir información completa y confiable sobre el desastre de Ustica ha sido descrita popularmente como un "muro di gomma" (literalmente, un muro de goma), porque las investigaciones simplemente parecían "rebotar".

## Monumento

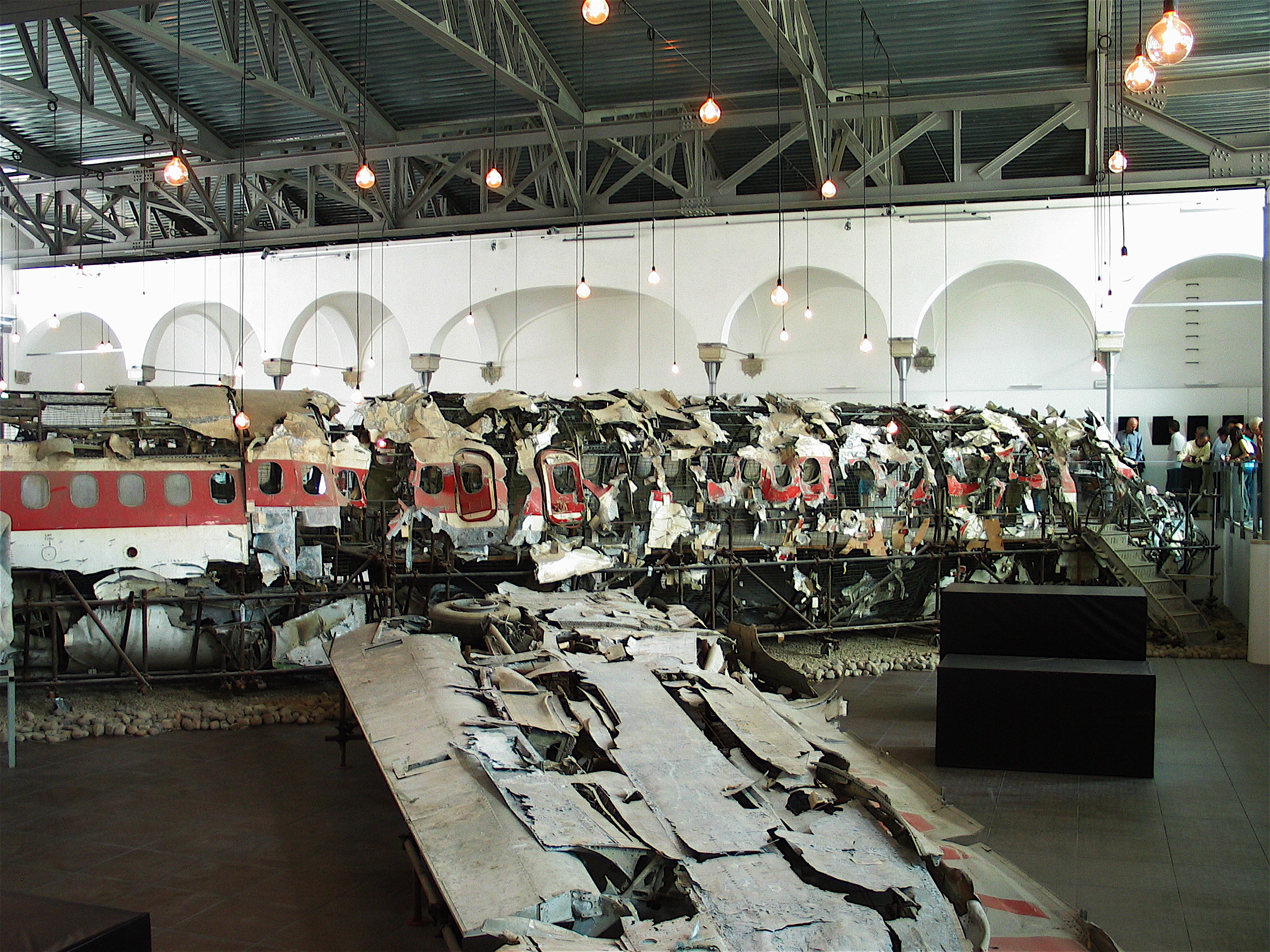
Restos del avión en el Museo de la Memoria de Ustica, Bolonia, Italia.

El 27 de junio de 2007 se inauguró en Bolonia el Museo de la Memoria de Ustica. El museo posee partes del avión, que están ensambladas y en exhibición, incluyendo casi todo el fuselaje externo. El museo también tiene objetos pertenecientes a los que estaban a bordo que fueron encontrados en el mar cerca del avión. Christian Boltanski recibió el encargo de realizar una instalación específica para el lugar. La instalación consta de:
- 81 lámparas pulsantes que cuelgan sobre el avión
- 81 espejos negros
- 81 altavoces (detrás de los espejos) Cada altavoz describe un simple pensamiento / preocupación

Todos los objetos encontrados están contenidos en una caja de madera cubierta con una piel de plástico negro. Un pequeño libro con las fotos de todos los objetos y diversa información está disponible para los visitantes que lo soliciten.

## En la cultura popular
El accidente apareció en la decimotercera temporada de la serie documental canadiense Mayday: catástrofes aéreas en un episodio titulado "Masacre sobre el Mediterráneo". La película analiza las tres investigaciones técnicas separadas que ocurrieron y el alcance de la presión pública para que se complete la investigación. La película juzgó que la tercera y última investigación técnica, que concluyó que los restos descartaron un misil y apuntaban a una explosión de una bomba en o cerca del baño trasero, era la más probable.
La dramatización incluyó comentarios críticos sobre el hecho de que el poder judicial italiano no divulgó oficialmente al público la tercera investigación técnica, o no consideró su conclusión de que los misiles no eran responsables. El entrevistado David Learmount de Flight International expresó una serie de opiniones personales:

El poder judicial en Italia acaba de encontrar inconvenientes los hallazgos de Frank Taylor. No creo que hayan ordenado que no se publique, simplemente tomaron la decisión de no publicarlo.
Lo siento, pero Italia es un lugar terrible para sufrir un accidente de aviación. Si quiere la verdad, es menos probable que la encuentre allí que en cualquier otro lugar del mundo.

El equipo de Frank Taylor no llegó a ninguna conclusión, excepto a las que se basaron en pruebas físicas sólidas. No había ninguna teorización.

Frank Taylor, un investigador británico involucrado en la tercera investigación técnica, fue entrevistado para la dramatización:

"Descubrimos con bastante claridad que alguien había colocado una bomba allí, pero nadie en el lado legal, al parecer, nos creyó y, por lo tanto, hasta donde sabemos, no ha habido una búsqueda adecuada de quién lo hizo, por qué lo hicieron eso, o cualquier otra cosa. Como ingeniero e investigador no veo por qué alguien querría considerar otra cosa que la verdad".

Sin embargo, las conclusiones del informe de Frank Taylor han sido duramente criticadas por la magistrada investigadora Rosario Priore y varios miembros de la prensa italiana[cita requerida]. En particular, se criticó por no explicar cómo no hubo daños en el baño y el inodoro recuperados, ya que se encontraron prácticamente intactos, así como sin evidencia de ninguno de los daños o residuos que de otra manera una bomba habría causado, según lo certificado por las pruebas realizadas durante la investigación de 1994 por el laboratorio de Energía de Investigación de Defensa en Inglaterra.
Además, la dramatización "Masacre sobre el Mediterráneo" ha suscitado comentarios negativos en Italia de una parte más amplia del público, la prensa y la "Associazione dei Parenti della Vittime della strage di Ustica" (Asociación de familiares de víctimas del desastre de Ustica) por la superficialidad del análisis y las conclusiones y las inexactitudes descritas en el programa, así como los comentarios sumamente despectivos de David Learmount hacia Italia y su sistema judicial.
Una película italiana de 1991 de Marco Risi, The Rubber Wall, cuenta la historia de un periodista en busca de respuestas a las muchas preguntas que dejó el accidente. La película teoriza sobre algunos escenarios posibles, incluida la posibilidad de que el DC-9 fuera derribado por error durante un enfrentamiento aéreo entre la OTAN y los aviones de combate libios.